# シュトゥットガルト州立歌劇場
シュトゥットガルト州立歌劇場（ドイツ語: Staatstheater Stuttgart）は、ドイツ・バーデン＝ヴュルテンベルク州のシュトゥットガルト市にある歌劇場。「シュトゥットガルト国立歌劇場」、「ヴュルテンベルク州立歌劇場」などとも呼ばれる。ベルリン国立歌劇場などドイツ圏の他の大規模オペラハウスとは異なり、一般演劇やバレエも包括する総合劇場であり、厳密には「シュトゥットガルト州立劇場」と訳すのが正しいが、総監督はオペラ、演劇、バレエそれぞれに置かれているので、一般にはシュトゥットガルト劇場オペラ部門という意味合いでの表記の名称を用いている。

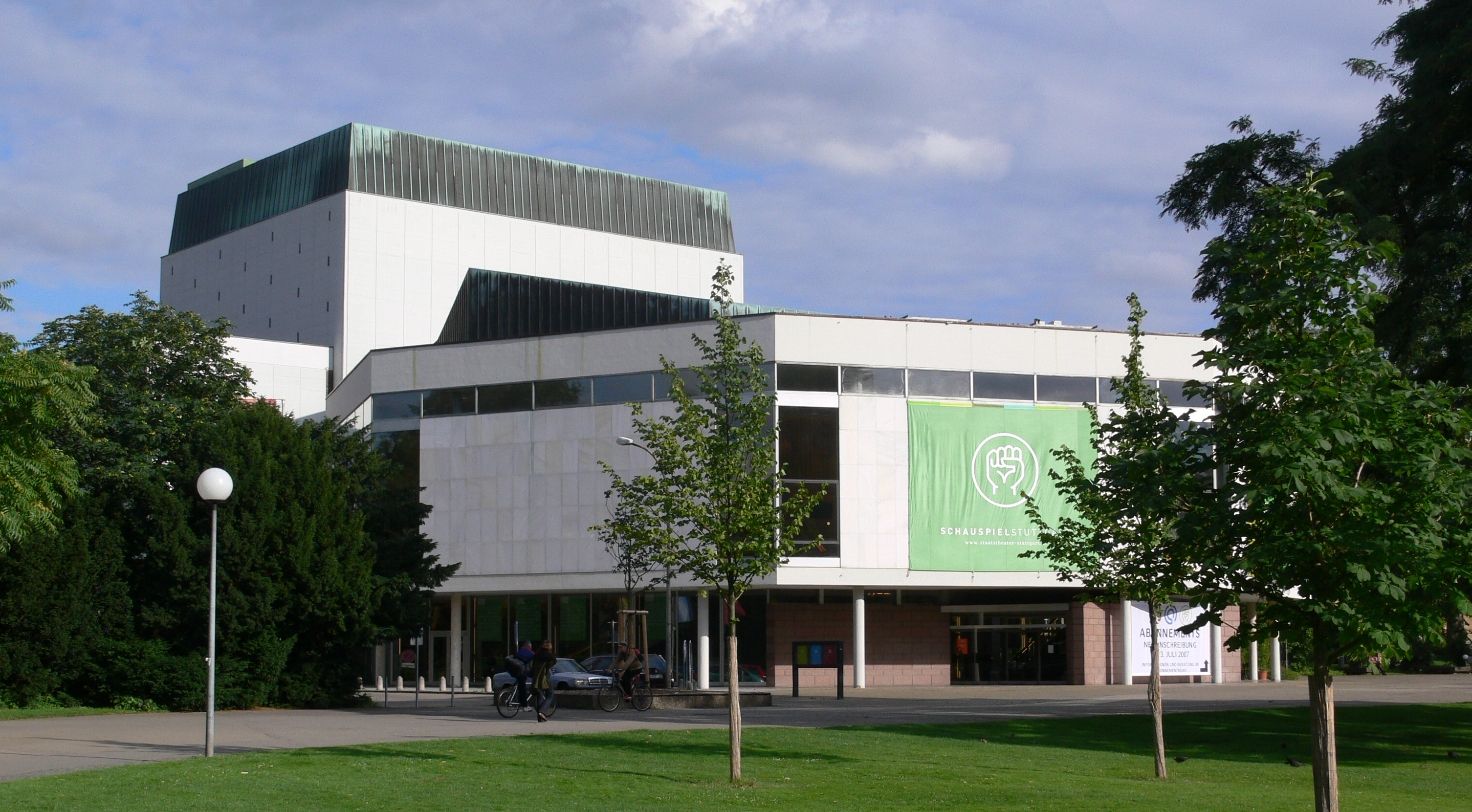
演劇場

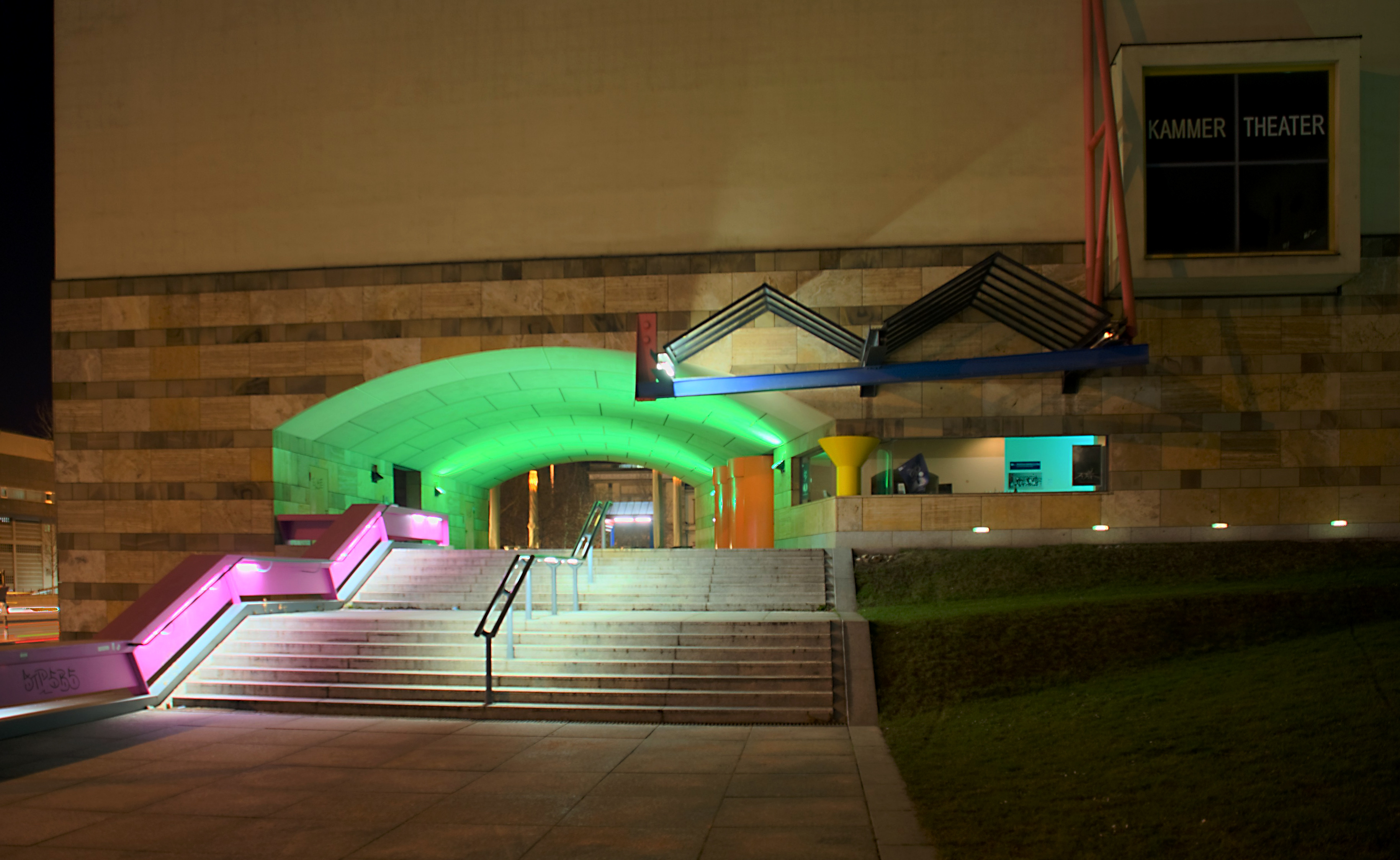
室内楽劇場の入り口

## 沿革・概要
創立は1912年であるが、前身の宮廷劇場は18世紀初頭から存在していて、通算して350年以上が経っている。リヒャルト・シュトラウスの歌劇「ナクソス島のアリアドネ」やカール・オルフの歌劇諸作品の初演を行っている。
産業都市のシュトゥットガルトにあるので経済的にはとても豊かであり、委嘱活動が非常に盛んでチケット単価も他のドイツの歌劇場よりも安めに設定されている。

## 劇場付設オーケストラ
付属オーケストラは「シュトゥットガルト州立管弦楽団」あるいは「シュトゥットガルト国立管弦楽団」（Staatsorchester Stuttgart）の名称で知られる。総勢130人、6管編成。オーケストラ単独での録音には、ツァグロセク指揮でベートーヴェンの交響曲第3番やマーラーの交響曲第2番などがある。
オーケストラの特徴は、ホルンの強奏がドイツ圏のオーケストラでも最も強いほうに属し、弦も最も厚いほうに属する。現代音楽に関しては、必要な技術が放送交響楽団並みに整っていて、この歌劇場の最も得意とする分野である。

## 録音
主なレコーディングとして、ワーグナーの楽劇「ニーベルングの指環」、ベルント・アロイス・ツィンマーマンのDVD「兵士たち」、ルイジ・ノーノの「不寛容」や「愛に満ちた偉大な太陽の下で」、ヘルムート・ラッヘンマンの「マッチ売りの少女」などがある。

## 劇場関係者

### 音楽監督・指揮者
歴代の指揮者はフリッツ・ブッシュ、フェルディナント・ライトナー（カルロス・クライバーがその下で第一指揮者：カペルマイスター）、ヴァーツラフ・ノイマン、シルヴィオ・ヴァルヴィーゾ、デニス・ラッセル・デイヴィス、ガブリエル・フェロらが務めた。クラウス・ツェーラインがオペラ総監督でローター・ツァグロセクが音楽監督の時代（1997年 - 2006年）に、「年間最優秀オペラハウス」に5度も選ばれるなど数々の栄誉に浴している。2007年から2011年までマンフレート・ホーネック、2012年から2018年までシルヴァン・カンブルラン、2018年からコルネリウス・マイスターが音楽総監督。2026年からニコラス・カーターが音楽総監督に就任することが発表された。

### 歌手
歌手ではヴォルフガング・ヴィントガッセンやフリッツ・ヴンダーリッヒが専属歌手をしていたことでも知られている。